# Calle Arturo Prat
La calle Arturo Prat es una arteria vial de Santiago de Chile que conecta el sector centro con el sur de la comuna de Santiago y con la comuna de San Miguel. Lleva el nombre de Arturo Prat, un marino y abogado que es reconocido por ser el máximo héroe naval de Chile tras morir en el combate naval de Iquique en 1879, en la Guerra del Pacífico.Es una de las 144 calles que llamadas «Arturo Prat», que es el odónimo más común en Chile.

## Ubicación
La primera parte de la calle inicia desde la Alameda Libertador Bernardo O'Higgins y termina en la calle Placer, en el Barrio Franklin. Tras un corte en el Zanjón de la Aguada, la vía continúa desde la avenida Isabel Riquelme hacia el sur y llega hasta la calle Gambetta, a un costado del Hospital Barros Luco Trudeau.

## Historia

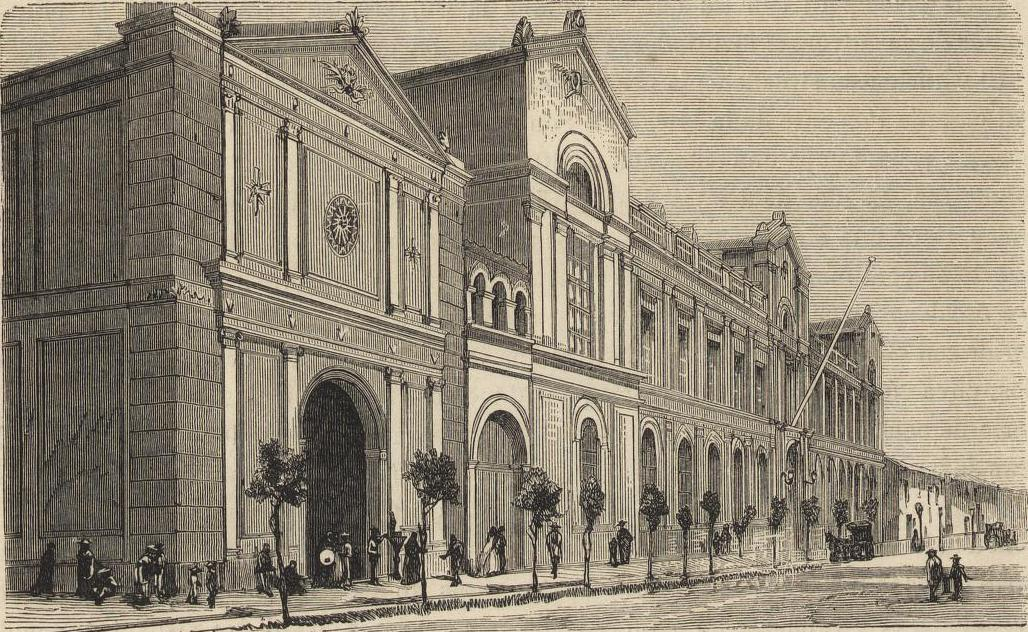
La antigua Iglesia de San Diego, al lado de la Casa Central de la Universidad de Chile, en 1872.

La historia de la calle Arturo Prat está directamente relacionada con una vía vecina, la calle San Diego, que recibió ese nombre en 1788 por la construcción de la iglesia de San Diego. Desde ahí se definió la construcción de una calle que continuase hacia el sur con Ahumada. La nueva arteria fue bautizada como San Diego Nueva, denominación que mantuvo hasta los inicios del siglo XX. Durante medio siglo la actividad de San Diego Nueva giró alrededor del templo de la orden franciscana, una realidad que cambió tras la independencia del país. Durante las primeras décadas de la república se instalaron dos instituciones claves para la construcción del sistema educativo de Chile: el Instituto Nacional General José Miguel Carrera (1850) y la Casa Central de la Universidad de Chile (1872). La iglesia fue demolida en 1929.
En 1854, un joven Arturo Prat se trasladó con su familia para vivir en una modesta vivienda en la calle San Diego Nueva. Dos años después, ingresó a una escuela primaria inaugurada ese año en la misma calle, que tenía una torre con una campana para llamar a clases y por ello se le conocía como la Escuela de la Campana. Décadas después, tras su heroica muerte como el capitán de la corbeta Esmeralda, se decidió cambiar el nombre de la calle en su honor. Hacia el sur de la Avenida Manuel Antonio Matta la calle recibía el nombre de Magallanes, pero pronto fue rebautizada para extender el homenaje al héroe naval.

## Sitios de interés
La Casa Central de la Universidad de Chile y el Instituto Nacional son los principales hitos de una calle que durante décadas ha mezclado la actividad comercial con los edificios públicos y con las zonas residenciales. En esta vía se encuentra el Centro Arte Alameda - Sala CEINA; la sede del Servicio de Vivienda y Urbanización (Serviu); la Iglesia de los Sacramentinos; y el Persa Biobío. También está la Plaza Bernardo Leighton y el Parque Intercomunal Víctor Jara. En la calle, funcionó el Teatro Coliseo, una sala de espectáculos fue destruida por un incendio en 1954 y que fue demolida para construir un edificio habitacional que lleva el mismo nombre. En la actualidad, la calle cuenta con múltiples locales comerciales, algunos cités y varios edificios residenciales de gran altura.[cita requerida]

## Transporte
Durante años la calle Arturo Prat fue una de las arterias principales para tránsito de vehículos y el paso de la locomoción colectiva —entre ellos los buses y el tranvía— que venía desde el sur hacia el norte de Santiago. Esta estructura sufrió un cambio radical a partir de la década de 1970, cuando la vecina calle Ahumada fue convertida en un paseo peatonal. Arturo Prat se reconvirtió en una calle sin salida, con dirección desde el norte hacia el sur, y con un pequeño paseo peatonal que se extendió por unos pocos metros. La circulación de los buses se limitó a partir de la Avenida Manuel Antonio Matta hacia el sur.[cita requerida]
Al inicio de la calle, se encuentra la estación Universidad de Chile, que combina la Línea 1 y la Línea 3 del Metro de Santiago.